# Selenocianato de potássio

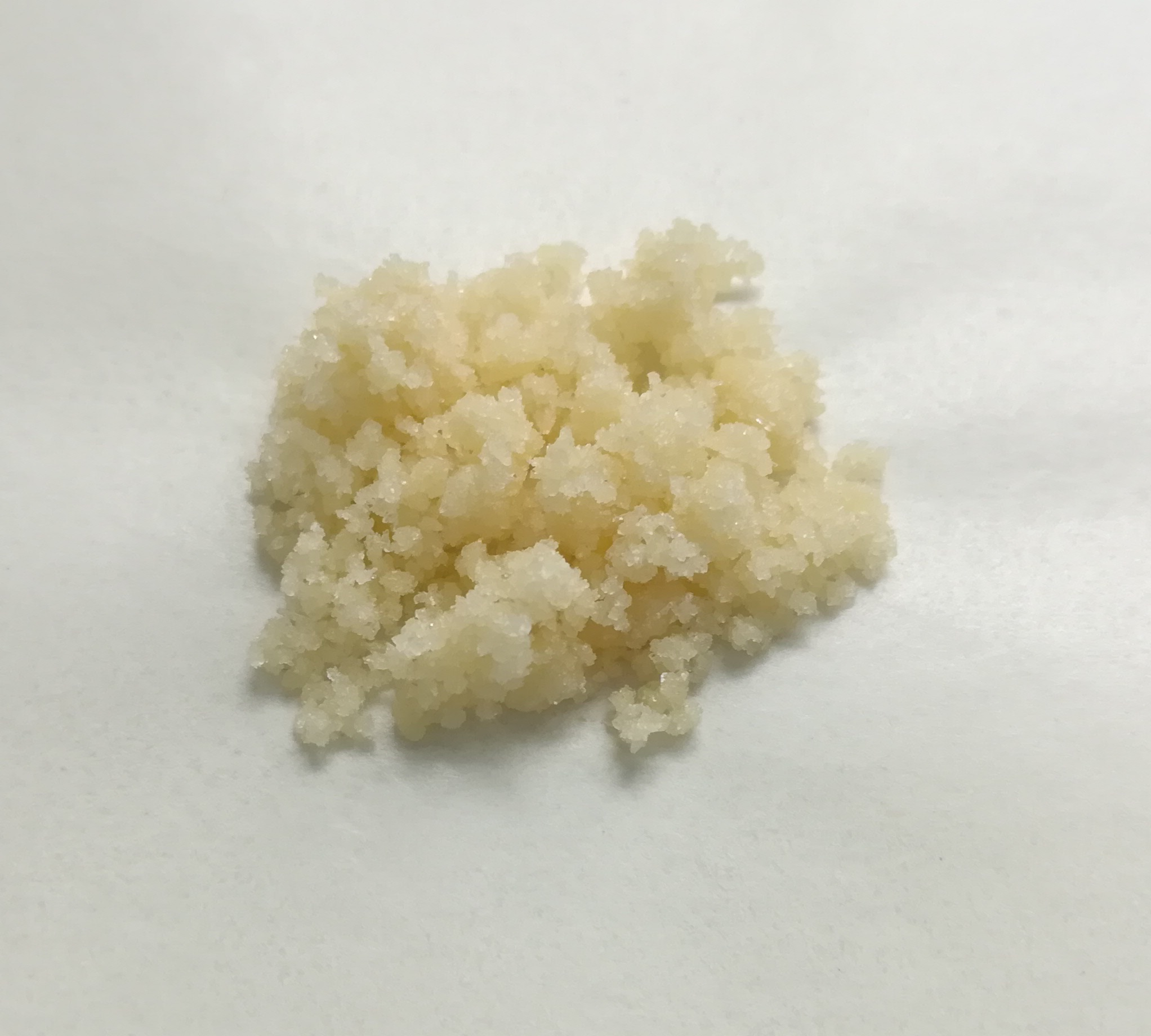
Selenocianato de potássio

Selenocianato de potássio é um composto inorgânio, intermediário na produção de selênio.
De acordo com L.F.Nilson (Ber., 1874, 7, p. 1719), piritas com grande quantidade de selênio são tratadas com uma solução moderadamente concentrada de cianeto de potássio, formando a solução de selenocianato de potássio. A partir desta solução, o selênio é precipitado pela reação com ácido clorídrico.
Segundo A. Verneuil (Ann. chim. phys., 1886 (6), 9, p. 289), este produto pode ser utilizado para produzir um dos cianetos de selênio, de fórmula Se3(CN)2, ao passar uma corrente de cloro e ar em uma solução de selenocianato de potássio.
Segundo W. Crookes (Ann., 1851, 78, p. 177), selenocianato de potássio pode ser obtido pela reação do selênio com uma solução aquosa concentrada de cianeto de potássio, ou aquecendo-se selênio com ferrocianeto de potássio anidro.